# Kaichō on
Kaichō on (jap. 海潮音, „Meeresgeräusche“ auch „Klang der Gezeiten“) ist eine japanische Gedichtanthologie europäischer Poesie des Schriftstellers Ueda Bin, die erstmals im Oktober 1905 veröffentlicht wurde. Sie enthält die Übersetzungen von 57 Gedichten 29 verschiedener deutscher, englischer, französischer und italienischer Dichter und ist bis in die Gegenwart stets neu aufgelegt worden und sehr beliebt.

## Überblick
Ueda gab die Gedichtanthologie im Alter von 37 Jahren, als er als Dozent an der Universität Tokio tätig war, heraus. Die italienischen Gedichte und die Gedichte in Provenzalischer Sprache übersetzte er aus dem Englischen. Bereits von den 1895 Jahren an befasste Ueda sich als Schüler mit europäischer Lyrik und europäischen Dichterkreisen. Er schrieb darüber in der Zeitschrift Teikoku Bungaku (帝国文学). Er wies die japanischen Literaten darauf hin, ihr Augenmerk insbesondere auch auf die Dichtung des Viktorianischen Zeitalters zu legen. Zudem kritisierte er die kurz vor der Jahrhundertwende (1899) aufkommende Lyrik neuen Stils (新体詩, Shintaishi).
Einzelne Gedichte der Anthologie erschienen bereits im Vorfeld, von Dezember 1902 bis September 1905, in verschiedenen Zeitschriften, wie der Myōjō (明星), Mannensei (万年青) und der Shirayuri (白百合). Während es sich dabei vor allem um ältere Gedichte handelte, begann Ueda sich 1905 kurz vor der Erstausgabe der Anthologie auf die
französische Dichtergruppe Parnassiens und die Symbolisten zu konzentrieren. Er nahm daraufhin sechs Gedichte der Parnassiens und 22 Gedichte der Symbolisten in das Kaichō on auf.
Insbesondere die Gedichte der Symbolisten hatten einen Einfluss auf die japanischen Symbolisten: Kambara Ariake, Kitahara Hakushū und Miki Rofū.

## Aufgenommene Dichter
Die nachstehende Liste versammelt die von Ueda Bin in die Anthologie aufgenommenen Dichter nach Gruppenzugehörigkeit und in alphabetischer Reihenfolge:
- Dichterkreis Parnassiens
  - François Coppée
  - José-Maria de Heredia
  - Charles Leconte de Lisle
  - Sully Prudhomme
- Symbolisten
  - Charles Baudelaire
  - Stéphane Mallarmé
  - Jean Moréas
  - Henri de Régnier
  - Georges Rodenbach
  - Albert Samain
  - Émile Verhaeren
  - Paul Verlaine
  - Francis Vielé-Griffin
- Weitere Dichter
  - Dante Alighieri
  - Wilhelm Arent
  - Théodore Aubanel
  - Paul Barsch
  - Robert Browning
  - Carl Hermann Busse
  - Eugen Croisant
  - Gabriele D’Annunzio
  - Arturo Graf
  - Heinrich Heine
  - Victor Hugo
  - Heriberte von Poschinger
  - Christina Rossetti
  - Dante Gabriel Rossetti
  - William Shakespeare
  - Theodor Storm

## Auflagen
- 1952 Kaichō on Verlag Shinchō Bunko, wieder aufgelegt 2006
- 1962 Ueda Bin zenwaku shishū (上田敏全訳詩集, etwa: Gesamtausgabe der von Ueda Bin übersetzten Gedichte), Hrsg. von Yamanouchi Yoshio, in der Reihe Iwanami Bunko, wieder aufgelegt 2010
- 1980 Kaichō on Hrsg. vom Museum für moderne japanische Literatur[4], Holp Publishing
- 2003 Nihon no Shiika 28 shinsō (日本の詩歌 28 新装), Hrsg. von Kawamori Yoshizō, Verlag Chūōkōron Shinsha (ondemand)
- 2006 Kaichō on, Nachdruck durch das japanische Bücherzentrum, (日本図書センター, Nihon Tosho Center)
- 2006 Kindai Roman-ha bunko 12 - Doi Bansui, Ueda Bin (近代浪漫派文庫12 土井晩翠／上田敏), Verlag Shingakusha